# Tlaltetelco
Tlaltetelco är en ort i Mexiko.   Den ligger i kommunen Atlatlahucan och delstaten Morelos, i den sydöstra delen av landet, 60 km söder om huvudstaden Mexico City. Tlaltetelco ligger 1 715 meter över havet och antalet invånare är 1 424.
Terrängen runt Tlaltetelco är lite bergig. Runt Tlaltetelco är det ganska tätbefolkat, med 144 invånare per kvadratkilometer. Närmaste större samhälle är Cuautla Morelos, 16,5 km söder om Tlaltetelco. Trakten runt Tlaltetelco består till största delen av jordbruksmark.